# Nokia 6220 Classic
Nokia 6220 Classic – telefon komórkowy firmy Nokia.

## Dane techniczne

### Częstotliwość
- GSM/EDGE: 900/1800/850/1900 MHz
- WCDMA/HSDPA: 2100/900 MHz

### Wyświetlacz
- 2,2” QVGA, 240 x 320 pikseli, 16 mln

### Transmisja danych
- HSCSD/CSD do przeglądania stron oraz do funkcji modemu
- Wieloszczelinowa klasa 32 z (E)GPRS (maks. 296 Kb/s RX, 118,4 Kb/s TX), w Chinach wieloszczelinowa klasa 31 z EGRPS (maks. 296 Kb/s RX, 118,4 Kb/s TX)
- Przeglądanie plików XHTML za pośrednictwem protokołu TCP/IP
- OMA DRM wersja 2.0

### Aparat
- Aparat fotograficzny o rozdzielczości 5 megapikseli Carl Zeiss z 20x zbliżeniem cyfrowym
- Zastrzeżony przez firmę Nokia algorytm przetwarzania obrazu (NIPS) poprawiający jakość zdjęć w nieodpowiednio oświetlonym otoczeniu
- Tryb portretowy aparatu
- Nagrywanie i odtwarzanie wideo
- Strumieniowe wideo (3GPP)

### Aplikacje
- Kalendarz, kontakty, notatki, zegar światowy, kalkulator
- Odtwarzacz multimedialny (MPEG4)
- Przeglądarka Opera Mini
- WidSets
- Yahoo! Go i Yahoo! Ready
- Łącze do serwisu YouTube
- Macromedia Adobe Flash
- Zainstalowane gry i aplikacje MIDP 2.1 JavaTM
- Aplikacja do tworzenia tapet

| Bateria | Pojemność | Czas rozmów | Czas gotowości | Czas odtwarzania |
| ------- | --------- | ----------- | -------------- | ---------------- |
| BP-5M   | 900 mAh   | 2,5 godz.   | 250 godz.      | 24 godz.         |

- W zależności od ustawień sieciowych i sposobu użytkowania występują różnice w czasie działania